# Mașinist utilaje
În linii mari, ocupația de mașinist se referă la conducerea unei mașini, la supravegherea sau la repararea acesteia. Mașinistul de utilaje este însă conducătorul de mașini și utilaje pentru terasamente, care conduce și întreține instalații, agregate și utilaje destinate executării lucrărilor de terasamente, conform cărții tehnice a acestora. În meseria de mașinist utilaje sunt necesare competențe precum: lucrul în echipă, capacitatea de a primi și transmite informații, însușirea și aplicarea normelor privind protecția muncii și PSI, execuția lucrărilor conform tehnologiei specifice etc.

## Activitatea unui mașinist de utilaje
Mașinistul este informat de modul în care funcționează aparatul pe care îl va supraveghea pe baza unei proceduri/instrucțiuni în care se relatează clar modul de lucru, modul de alimentare al utilajului, perimetrul disponibil, precum și unele aspecte legate de calitatea lucrărilor executate. 
Mașinile pentru terasamente sunt utilizate în special în lucrările de pământ și în construcția de drumuri, care au la bază operații de: încărcat, săpat și transportat, săpat șanțuri și canale, defrișat și curățat terenul etc.

## Cum te autorizezi ca mașinist de utilaje
Pentru a putea profesa ca mașinist de utilaje cale și terasamente specializat, este necesară obținerea unei calificări în domeniu și încheierea unui act adițional la contractul individual de muncă. Calificarea constă în pregătirea profesională într-un domeniu anume și se obține în urma unor cursuri de calificare sau a unei evaluări a competențelor. În urma acestor cursuri se eliberează o diplomă sau un certificat, recunoscute de Ministerul Muncii și Ministerul Educației Arhivat în 26 iunie 2015, la Wayback Machine., prin care cursantul poate face dovada cunoștințelor în domeniul studiat. Aceste acte doveditoare sunt recunoscute la nivel național și în Uniunea Europeană. Calificarea profesioanală permite poziționarea ca specialist pe piața muncii într-o anumită arie de activitate.
Există două modalități de dobândire a competențelor profesionale:
- pe cale formală, prin acumulare de competențe în clasă. Metoda presupune participarea la programele de formare profesională organizate de un furnizor de formare profesională autorizat de ANC, în urma căruia se primește un Certificat de Calificare[2];
- pe cale informală, prin studiu individual, cursuri online și acumularea experienței în domeniul de interes. Dacă urmezi un curs online vei primi o Diplomă de absolvire. Dacă ai deja experiență, atunci poți aplica pentru evaluarea competențelor profesionale, în urma căreia vei primi un Certificat de Competențe Profesionale.

Atunci când se decide înscrierea cursurile de calificare trebuie să cuprindă: 
- copie după actul de identitate
- copie după certificatul de naștere
- copie după certificatul de căsătorie
- copie act de studii [3]